# アブドゥル・ラティフ・ジャミール
アブドゥル・ラティフ・ジャミール社（Abdul Latif Jameel IPR Company Limited.）は1945年に故シェイク・アブドゥル・ラティフ・ジャミール (1909年 - 1993年)によって、サウジアラビアに設立されたグローバル企業であり、世界6大陸、30を超える国で事業を展開している。

## 歴史
1940年代 - 1960年代
故シェイク・アブドゥル・ラティフ・ジャミールが1945年にサウジアラビア、ジェッダに設立した。
1970年代 - 1980年代
1979年、電子機器や消費財をサウジアラビアに輸入するため消費者向け製品事業を立ち上げ、1981年、トヨタ製品の販売促進を目的とした広告会社を設立した。

## 経営陣
創立者のアブドゥル・ラティフ・ジャミールが起業

## 事業内容
同社は、サウジアラビアのジェッダとアラブ首長国連邦のドバイに本社を置き。

## 事業部門
同社の事業部門は下記の通りである。
- アブドゥル・ラティフ・ジャミール・モータース社
- アブドゥル・ラティフ・ジャミール・マシナリー社

## 社会貢献
- 2005年、アブドゥル・ラティフ・ジャミール・コミュニティ・イニシアティブの活動で貧困アクション・ラボ[1]がマサチューセッツ工科大学MITに設立され、アブドゥル・ラティフ・ジャミール貧困アクション・ラボ(J-PAL)へ名称変更された。
- 2006年、アート・ジャミール[2](コミュニティ・ジャミールの芸術・文化活動部門)はイスラムの伝統に啓発されたコンテンポラリー・アートとデザインを表彰する国際的な賞であるジャミール賞[3]の第1回の授与を、ビクトリア＆アルバート博物館（V&A）にて行った[4][5][6]。
- 2007年には、コミュニティ・ジャミールの傘下に、バブリツク・ジャミールを創設し、雇用創出プログラムにフォーカスした活動を行った[7]。2003年から2015年の間に、バブリツク・ジャミールはサウジアラビアの約490,000人とアラブ諸国で約72万人の雇用を創出。
- 2011年、コミュニティ・ジャミールは、トルコのイスタンブールでバブリツク・ジャミールの雇用創出プログラムを開始。
- 2014年、気候変動と人口増加による食糧と水の不足を防ぐ研究を実施するために、MITのアブドゥル・ラティフ・ジャミールWorld Water and Food Systems Lab（J-WAFS）が創設された。2015年、この研究の実用化のためのプロジェクトが開始[8]。
- サウジアラムコは、2014年7月にサウジアラビアの西部地域における交通安全プログラムについて、コミュニティ・ジャミールとのパートナーシップを発表した。
- 2015年3月、バブリツク・ジャミールは、アラブ・ソーシャル・メディア・インフルエンサーズ・アワードのCSRカテゴリーで賞を受賞した。